# عبعب منوم

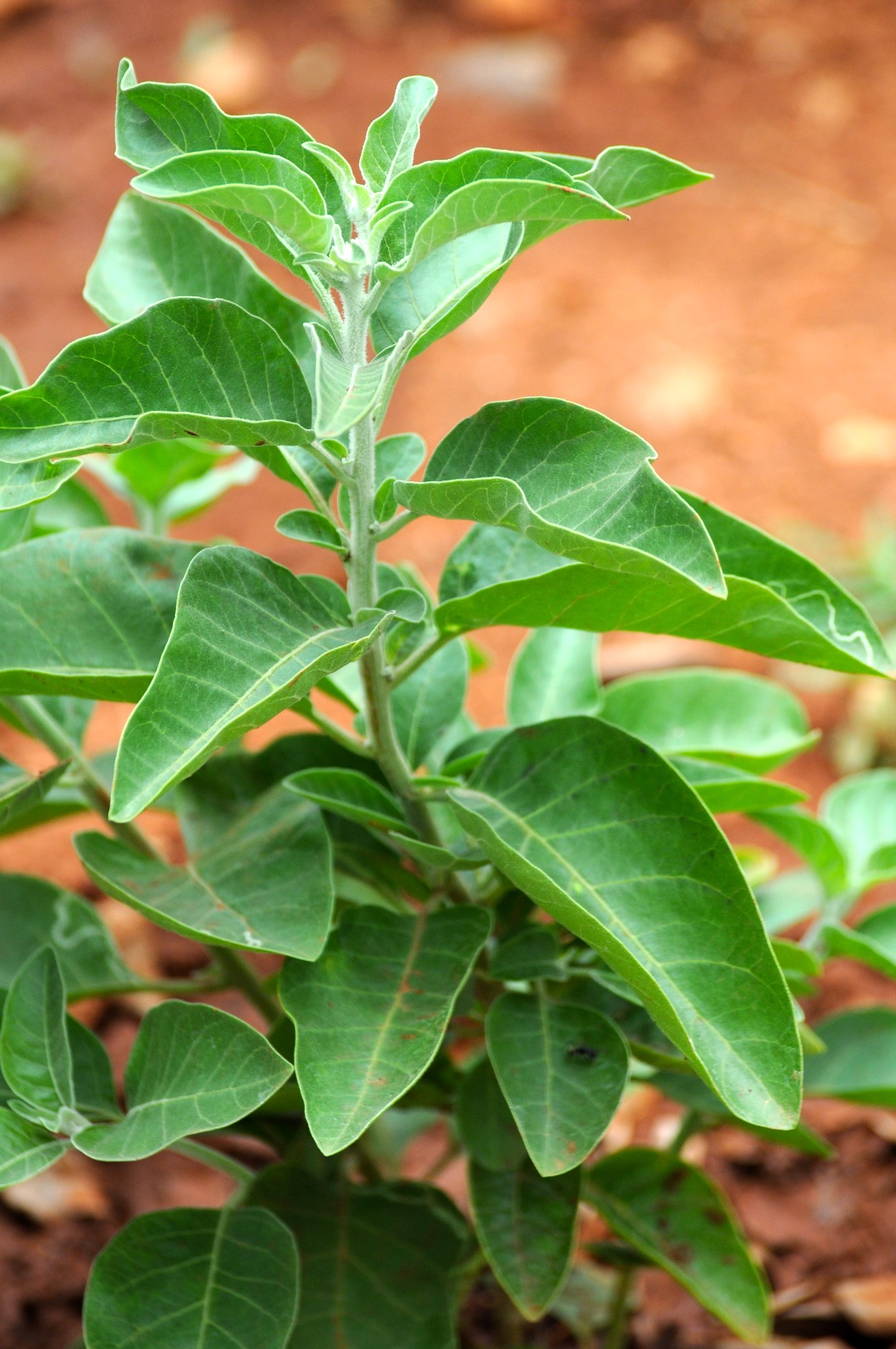
العبعب المنوم

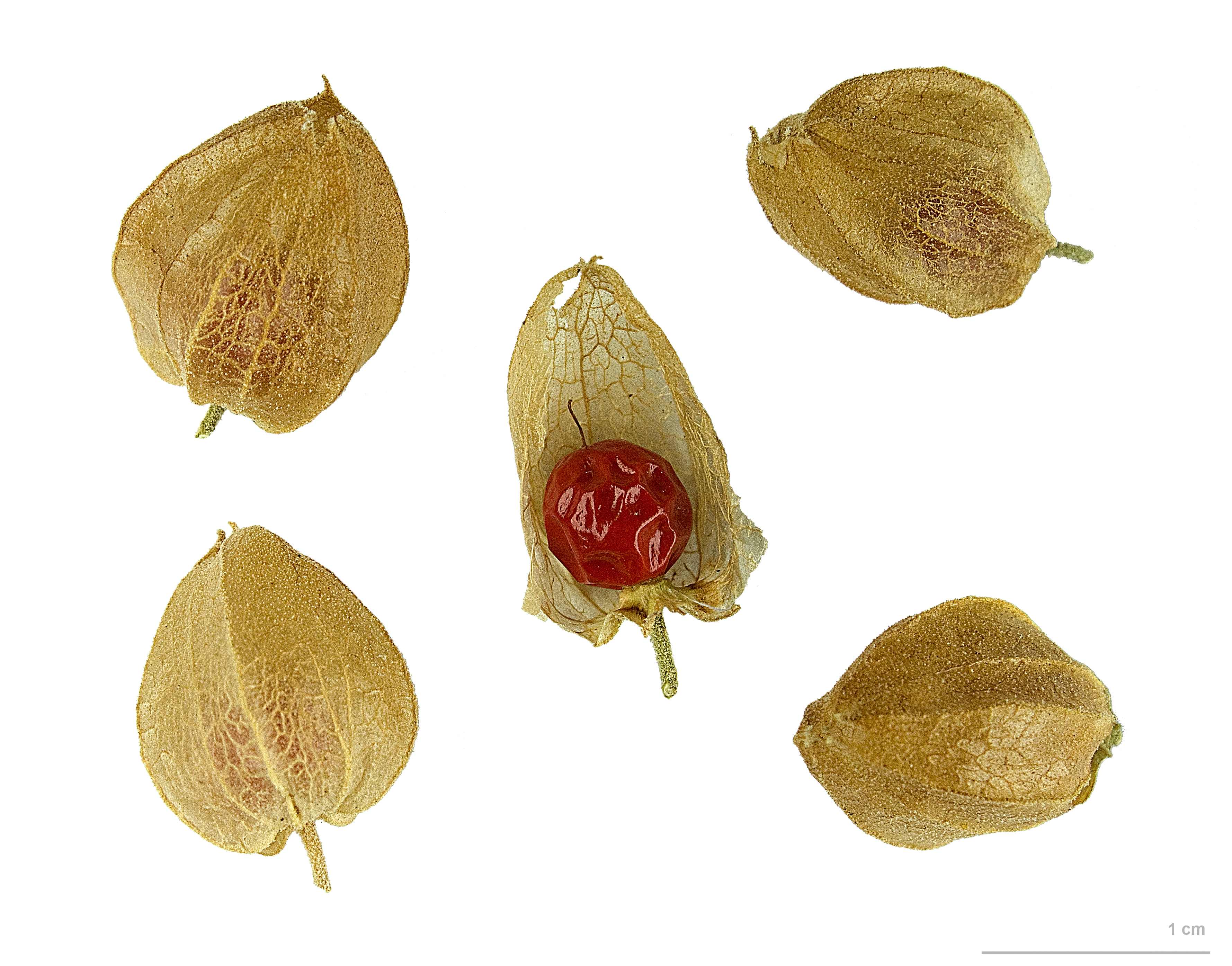
الثمار

العبعب المنوم  أو الكرز الشتوي أو الأشواغندا (الاسم العلمي: Withania somnifera) ولها اسماء أخرى مثل:سم الفار وسم الفراخ وعبب عادي و فقيش وسكران، وهي شجيرة دائمة الخضرة من الفصيلة الباذنجانية. التي تنمو في الهند والشرق الأوسط وأجزاء من أفريقيا. والعديد من الأنواع الأخرى في جنس العبعب متشابهة من الناحية الشكلية.
تم استخدامها، وخاصة مسحوق جذورها، لعدة قرون في الطب الهندي التقليدي. وعلى الرغم من استخدامها في كعشب طبي وبيعها كمكمل غذائي، إلا أنه لا توجد أدلة طبية وعلمية كافية بأنها آمنة أو فعالة لعلاج أي حالة صحية أو مرض.

## الوصف
هذا النوع عبارة عن شجيرة قصيرة يبلغ طولها 35-75 سم. تمتد فروع الوبرية بشكل قطري من الجذع المركزي. الأوراق خضراء باهتة، إهليلجية، يصل طولها عادةً إلى 10-12 سم. الزهور صغيرة وخضراء ولها شكل جرس. الثمار الناضجة برتقالية حمراء.

## أصل التسمية العلمية
أصل الاسم اللاتيني (Withania somnifera)، يُعتقد أن (Withania) قد تم تسميتها تكريمًا لهنري ويثام، وهو جيولوجي بريطاني وكاتب في علم النبات الأحفوري بداية عام 1830. و(somnifera) تعني "محفز النوم".
أما الاسم "أشواغاندا" (ashwagandha) فهو مزيج من الكلمات السنسكريتية (ashva)، وتعني الحصان، و"غاندا" (gandha) تعني الرائحة، مما يعكس أن الجذور لها رائحة قوية تشبه رائحة الحصان.

## الزراعة
تتم زراعة نبات العبعب المنوم في العديد من المناطق الأكثر جفافًا في الهند. وتوجد أيضًا في كل من نيبال وسريلانكا والصين واليمن. وهي تفضل التربة الصخرية الجافة مع المشمسة أو المظلة جزئيا. يمكن نشرها من خلال البذور في أوائل الربيع أو من تعقيل الخشب الأخضر في أواخر الربيع.

## الأمراض والآفات
نبات العبعب المنوم معرض للعديد من الآفات والأمراض. مثل تبقع الأوراق الذي يسببه مرض النوباء المتناوبة هو المرض الأكثر انتشارًا، والذي يحدث بشكل حاد في البنجاب وهاريانا وهيماجل برديش. ويحدث انخفاض في تركيز مستقلباتها الثانوية بسبب مرض تبقع الأوراق.
يتغذى نطاط الشجرة (Oxyrachis Tarandus) على الأجزاء القمية من الساق، مما يجعلها خشنة وخشبية المظهر وبنية اللون.
يعد سوس العنكبوت الأحمر القرمزي (Tetranychus urticae) من أكثر آفات النبات انتشارًا في الهند. وفي السنوات الأخيرة، أصبح هذا النبات بمثابة مستودع مضيف جديد لأنواع البق الدقيقي الغازية (Phenacoccus solenopsis).

## الكيمياء النباتية
المكونات الكيميائية النباتية الرئيسية للعبعب المنوم هي ويثانوليدات، وهي مجموعة من لاكتونات الترايتيربين التي تشمل ويثافيرين أ، وقلويدات، لاكتونات ستيرويدية، وتروبين، وكوسكوهيجرين. تم عزل أربعين ويثانوليد واثني عشر قلويد وسيتويندوزايدات مختلفة من هذا النوع النباتي. نظرًا لأن هذه الويثانوليدات تشبه من الناحية الهيكلية الجينسينوسيدات الموجودة في الجنسنغ الآسيوي، فإنه يطلق على هذا النوع أحيانا اسم "الجينسنغ الهندي".

## الآثار الجانبية
قد يسبب العبعب المنوم تأثيرات ضارة إذا تم تناوله بمفرده أو مع أدوية موصوفة. قد تشمل الآثار الجانبية الإسهال أو الصداع أو الخدار أو الغثيان، ويجب عدم استخدام المنتج أثناء الحمل أو الرضاعة الطبيعية.

## الاستخدامات
تستخدم النبتة بشكل رئيسي لعلاج الحبوب والطفح الجلدي، ويمكن استخدامها عن طريق مزجها مع الماء الدافئ لتحصل على عجينة، ثم وضعها على منطقة الطفح الجلدي أو الحبوب. يمكن لهذا العلاج أن يخفف من الآلام والحكة المصاحبة لهذه الحالات وفي بعض الحالات يساعد على تجفيف الحبوب.
يجب الانتباه إلى أن استخدام العبعب كعلاج طبي يجب أن يتم بعناية وتحت إشراف طبيب متخصص، حيث أنه قد يحدث تفاعلات جانبية عند استخدامها بشكل غير صحيح. كما يجب تجنب استخدام العبعب في حالة وجود حساسية لأي من مكوناتها.

## الموئل والانتشار
موطن هذا النوع هو الهند مثل منطقة ماندسور في ماديا براديش والبنجاب والسند وغوجارات وكيرالا وراجستان ويوجد أيضا في بلاد الشام ومصر والمغرب العربي وقبرص وتركيا واليونان وصقلية وسردينيا وإسبانيا والبرتغال.

## مرادفات للاسم العلمي
- (باللاتينية: Physalis somnifera L.)
- (باللاتينية: Hypnoticum somniferum Rodati ex Boiss.)
- (باللاتينية: Physalis alpini J.Jacq.)
- (باللاتينية: Physalis arborescens Thunb.)
- (باللاتينية: Physalis flexuosa L.)
- (باللاتينية: Physalis scariosa Webb & Berthel.)
- (باللاتينية: Physaloides somnifera Moench)
- (باللاتينية: Withania kansuensis Kuang & A. M. Lu)
- (باللاتينية: Withania microphysalis Suess.)

تم استخدام جذور النبات الطويلة والبنية والحبوبية لعدة قرون في الطب الهندي التقليدي.